# ATM de Turin
L'Azienda Torinese Mobilità - ATM était la société de transports publics locaux de la municipalité de Turin qui, le 1er janvier 2003, a fusionné avec le groupe Torinese Trasporti du groupe SATTI, avec plus d'un millier de véhicules, bus et tramways et trois mille deux cents employés.est une entreprise de transport public qui exploite de nombreuses lignes de bus urbaines et interurbaines, le tramway de Turin, le métro de Turin ainsi que plusieurs lignes ferroviaires et plusieurs navettes touristiques (navettes fluviales ou autobus).
Elle est active dans la ville métropolitaine de Turin ainsi que dans les provinces d'Alexandrie, d'Asti et de Coni.

## Histoire
L'ATM est née officiellement le 28 novembre 1906, date à laquelle le conseil municipal de Turin, avec 55 voix contre 12, a approuvé le rachat du réseau de tramway de la Società Elettricità Alta Italia et la municipalisation du service avec l'établissement de l'Azienda Tranvie Municipali - Société Municipale de Tramway. L'activité proprement dite ne débuta qu'un an plus tard, en novembre 1907.
La Mairie voulait offrir aux turinois un service efficace et briser le monopole géré par les deux concessionnaires de l'époque, la Società Generale dei Tramways, surnommée par les Turinois la Belge en raison de ses origines, et l'Anonima Torinese di Tramways e Ferrovie Economiche, communément appelée la Turinoise.
En 1922, le conseil municipal, dirigé par le maire Riccardo Cattaneo, rachète tout le matériel roulant et les équipements de la Turinoise et confie la gestion du service unifié des transports publics à l'ATM, qui va rationaliser et développer le réseau. Pendant la Seconde Guerre mondiale, les bombes des alliés ont détruit la ville et une grande partie des véhicules de la flotte de la compagnie qu'il a fallu reconstituer. 
Dans les années 1980 sous la mandature du Maire Diego Novelli, l'ATM repense le concept du réseau de transport et, le 2 mai 1982, transforme le réseau radial, avec les lignes qui partent du centre de la ville vers la périphérie, à un réseau maillé, apportant ainsi aux zones périphériques la même densité de transport que dans le centre ville. 
En 1984, la première expérience du "SIS" en Italie, système de contrôle électronique centralisé du service public à travers un centre d'opérations, a été lancée à Turin. En 1990, le contrôle des échanges passe à un système à radiofréquence et, en 1990/91, avec l'introduction des nouvelles générations de tramways (Série 5000). L'alimentation électrique du réseau de tramways est passée d'une ligne aérienne de contact avec perches à roulettes, ce qui engendrait une perte de temps importante en cas de sortie de la roulette du câble, au captage par pantographe, beaucoup plus fonctionnel et fiable.
Toujours dans les années 1990, à la suite des lois Burlando sur la réorganisation des entreprises de transport, le statut juridique est passé d'une société municipale à société spéciale et enfin à une Société publique par actions. En 2003, à la suite de la fusion avec l'autre société locale de transport public SATTI, elle est intégrée dans le nouveau consortium Gruppo Torinese Trasporti - GTT.

## Métro
L'ATM de Turin a été à l'origine du premier projet de construction du métro de Turin au début des années 1930. À cette époque, le premier projet de chemin de fer souterrain a été présenté et une partie du tunnel a même été mise en chantier avant que le projet ne soit finalement abandonné. La section construite a été reconvertie en parking souterrain.

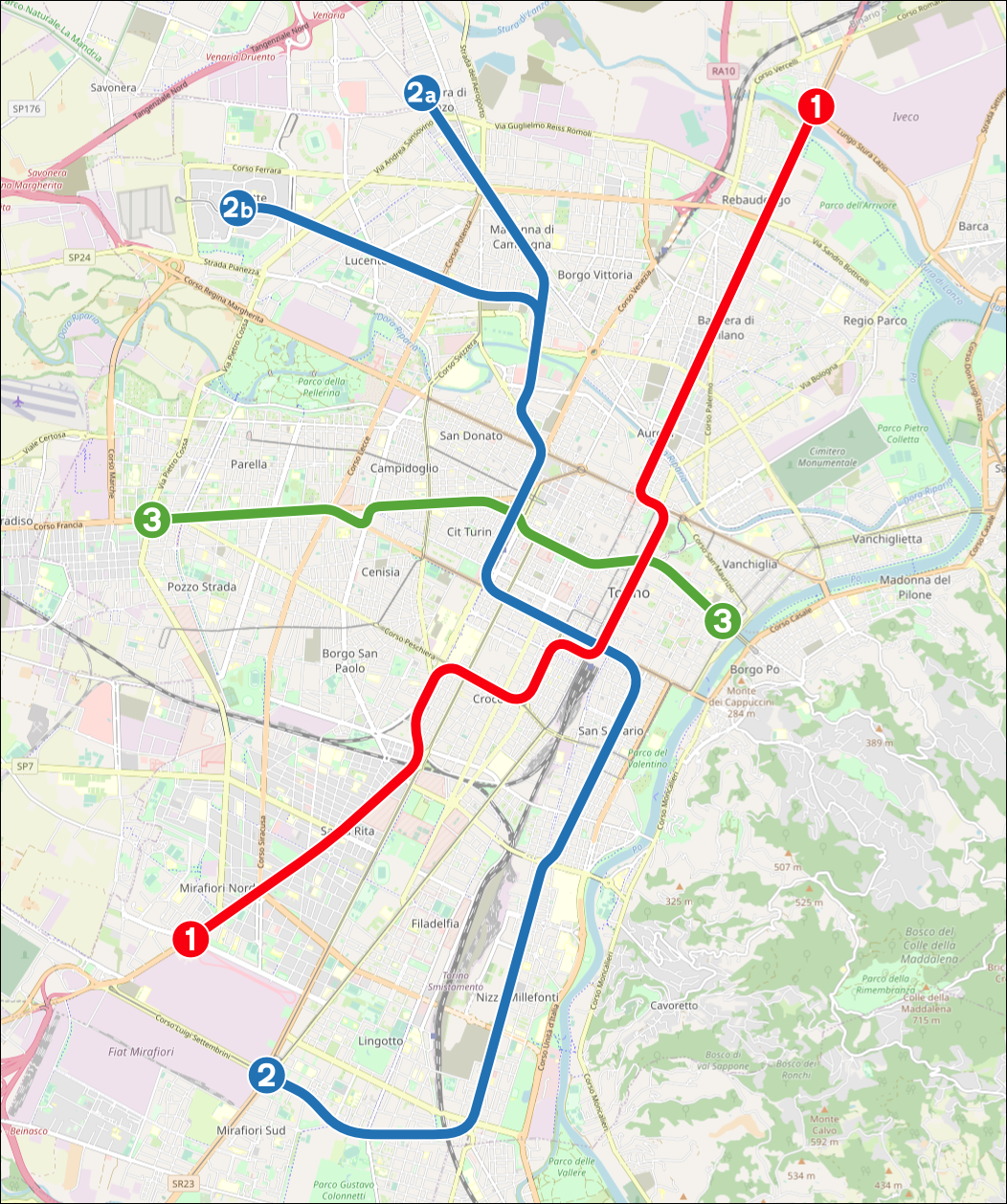
Plan des lignes de métro, projet de 1963

Le projet de construction d'un métro à Turin est relancé dans les années 1960, où plusieurs projets et études de faisabilité se sont succèdé. Il est envisagé de construire une ligne reliant les banlieues au centre-ville en desservant les usines Fiat de Mirafiori et Rivalta, mais ce projet est à son tour abandonné. Du fait de la relative dispersion des habitants de la ville, il fut impossible de trouver un corridor de transport de plus de 30 000 voyageurs par heure justifiant la construction d'un métro classique.
En 1979, l'étude d'une ligne de métro léger (ou tramway rapide), reliant Turin et Rivoli à l'ouest, a été confiée à Fiat Engineering et Metropolitana Milanese. Le résultat proposait la réalisation d'une ligne de métro de 14,2 km dont 5,5 km en surface et 8,7 km en souterrain. Au début des années 1980, la municipalité a envisagé un réseau de cinq lignes de métro, pour une longueur totale de 100 km. Finalement seule une ligne de métro léger sera réalisée et mise en service partiellement en 1987. En 1989, toujours dans le cadre du projet du nouveau réseau, une mise en souterrain de la ligne Est - Ouest est envisagée.
La confirmation de l'étude des flux de transport de la future ligne oriente le conseil municipal vers le choix d'une ligne de métro léger automatique, plus raide à construire. Trois sociétés ont répondu à l'appel d'offres : le tandem italo-canadien Ansaldo-UTDC, le tandem italo-japonais Firema-Kawasaki et le tandem italo-français Fiat Ferroviaria-Matra Transport dans le cadre de sa société commune Transfima, filiale de Fiat Impresit avec Matra Transport, pour commercialiser le système VAL. C'est en juillet 1991 que le conseil municipal de la ville présidé par le maire Valentino Castellani décide de retenir le système VAL et finance les études d'avant-projet. La première ligne de métro de l'agglomération turinoise s'étendra, en souterrain, sur 14 km avec 26 stations. Le premier tronçon Est-Ouest reliant Collegno à la Gare de Turin-Porta-Nuova de 9,6 km comportant 16 stations, faisait partie des priorités mais avec une prolongation de 3,6 km entre la gare de Porta-Nuova et le nouveau terminus à la Gare de Turin-Lingotto pour desservir le nouveau "Parc Expositions de Lingotto Fiere". Sa capacité de transport potentielle, estimée à 17 000 passagers par heure et par sens pour un coût de 1 200 milliards de lires.

Tracé de la ligne 1 du Métro de Turin (2021) et extension à l'Ouest

Le lancement des travaux va être retardé à cause des procédures longues et complexes liées à l'opération "Mani pulite" menée par le Procureur Antonio Di Pietro, en vigueur en Italie depuis le scandale "Tangetopoli" de 1992. En 1995, le projet est approuvé en comité interministériel, en mai 1997 un décret ministériel débloque la subvention.
Le 25 juillet 2000, le marché de travaux pour la réalisation du premier tronçon de la ligne de métro est signé entre Transfima et SATTI, la société mandatée par la ville de Turin pour la construction et l'exploitation du métro. Ce contrat d'un montant total de 300 milliards de lires soit 155 millions d'euros (valeur 2000) clé-en-main, porte sur l'ensemble du premier tronçon de la ligne 1, de Fermi à Porta Nuova (9,6 km dont 8,3 km en exploitation commerciale et 15 stations), à l’exception du matériel roulant VAL 208 qui doit faire l’objet d’un contrat de fourniture séparé. En décembre 2000, le contrat de maîtrise d'œuvre du génie civil est signé avec le groupement comprenant Fiat Engineering, Systra et Sotecni pour les études détaillées et le suivi des travaux des tunnels et des stations. En octobre 2001, Siemens, après le rachat de Matra Transport en 1998, signe le contrat de fourniture du matériel roulant, 46 rames soit 23 trains VAL 208 avec un lot de pièces détachées, d'une valeur de 81,1 millions d'euros. Les véhicules seront produits dans l'usine autrichienne Siemens de Vienne, les trains de roulement (bogies et essieux) dans celle de Graz et les caisses des rames dans l'usine de Prague. Les autres sociétés participantes à la construction sont Systra (mandataire et pilote technique), Geodata (bureau italien d'études), Gemmo (caméras, fibre optique, passerelles d'évacuation dans le tunnel) et Bori Costruzioni (pose des voies).
C'est le Gruppo Torinese Trasporti, créé en 2003 avec l'intégration de l'ATM de Turin, qui va gérer, la première ligne du métro de Turin, longue de 15,1 km comportant 23 stations. 
Très vite, le GTT va étudier les projets pour la construction des lignes 2 & 3 du métro de Turin.

## Tramways

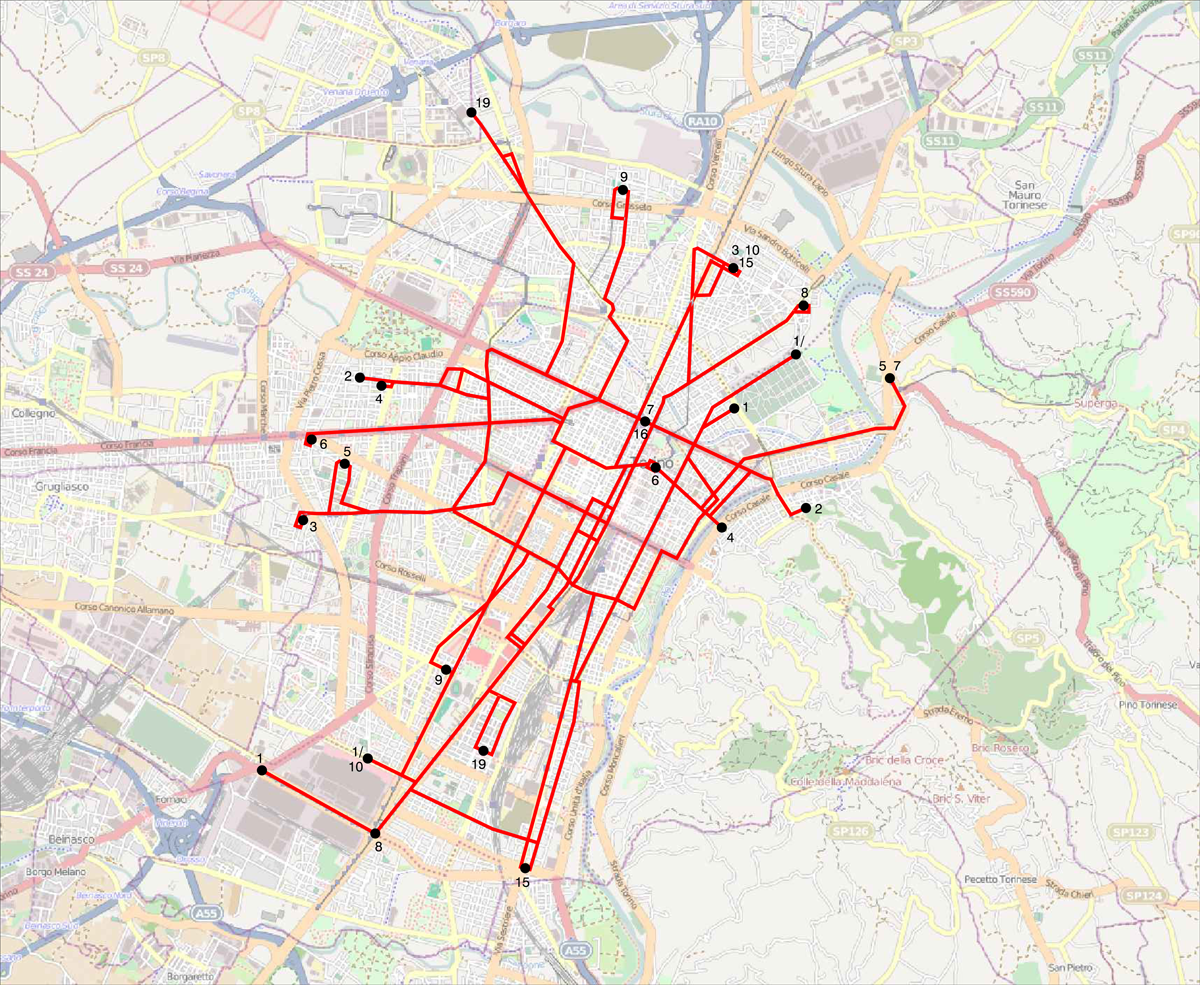
Plan du réseau de tramways de Turin jusqu'au 1er mai 1982

Jusqu'au 1er mai 1982, avant la réforme du plan du réseau et le passage à la grille "Rolando", Turin comptait 15 lignes de tramways qui desservaient tous les principaux quartiers de la ville mais ne s'étendaient que très peu en banlieue :
- Ligne 1 : Via Catania - Corso Settembrini
- Ligne 1/ : Corso Regio Parco - Corso Tazzoli
- Ligne 2 : Piazza Campanella - Piazza Toselli
- Ligne 3 : Borgata Monterosa - Via Brissogne
- Ligne 4 : Via Salbertrand - Piazza Gran Madre
- Ligne 5 : Piazza Robilant - Piazza Modena (Sassi)
- Ligne 6 : Via Fidia - Via Assietta
- Ligne 8 : Via Paroletti - Piazza Galimberti
- Ligne 8/ : Via Monza - Piazza Caio Mario
- Ligne 9 : Via Massari - Corso Sebastopoli
- Ligne 10 : Via Lauro Rossi - Corso Tazzoli
- Ligne 14 : Piazza Villari - Via San Quintino
- Ligne 15 : Via Lauro Rossi - Corso Maroncelli
- Ligne 16 : Piazza della Repubblica (circolare)
- Ligne 19 : Via Amati (Venaria Reale) - Via Magellano

Plan du réseau de tramways de Turin (juin 2022)

Le réseau a été profondément restructuré avec la mise en service de la ligne 1 du Métro de Turin. Les lignes suivantes sont toujours en service :
- Ligne 3 : Corso Tortona - Piazzale Vallette (9,35 km), en site propre,
- Ligne 4 : Strada del Drosso - Via delle Querce (17,8 km), en site propre,
- Ligne 9 : Piazza Stampalia - Corso Massimo D'Azeglio (9,4 km), en site propre,
- Ligne 10 : Piazza Statuto - Corso Settembrini (9,3 km) en site propre,
- Ligne 13 : Piazza Campanella - Piazza Gran Madre (6,7 km),
- Ligne 15 : Via Brissogne - Piazza Coriolano (11,5 km),
- Ligne 16CD : Piazza Sabotino circolare destra (12 km),
- Ligne 16CS : Piazza Sabotino circolare sinistra (12 km),

et les lignes spéciales :
- Ligne 7 : Piazza Castello (voie circulaire droite) (6,9 km), service effectué avec des voitures historiques chaque samedi, les jours fériés et pendant les vacances de Noël,
- Ligne 9/ : Piazza Bernini - corso Molise (5,5 km), uniquement lors d’événements sportifs au Juventus Stadium.

## Autobus
L'ATM de Turin gérait également le réseau des lignes d'autobus urbains de la ville de Turin, de concert avec le réseau de tramway. Les lignes d'autobus ont été adaptées au nouveau plan de desserte établi par la réforme "Rolando" par le maillage complet de l'agglomération. Au total, le réseau d'autobus comporte plus de 90 lignes.
C'est la société municipale SATTI qui a assuré la gestion des 70 lignes d'autobus extra-urbaines qui relaient Turin aux communes de la première ceinture et dans les provinces d'Alessandria, Asti et Cuneo. Depuis le 1er janvier 2003, toutes les lignes d'autobus sont gérées directement par le Gruppo Torinese Trasporti-GTT.

## Trolleybus
Le réseau de trolleybus de Turin, était un réseau de 24 km de long exploité par l'Azienda Torinese Mobilità - ATM de Turin de 1931 à 1980. À partir de 1970, l'ATM de Turin décide de remplacer progressivement ses trolleybus par des autobus.

## Galerie de photographies

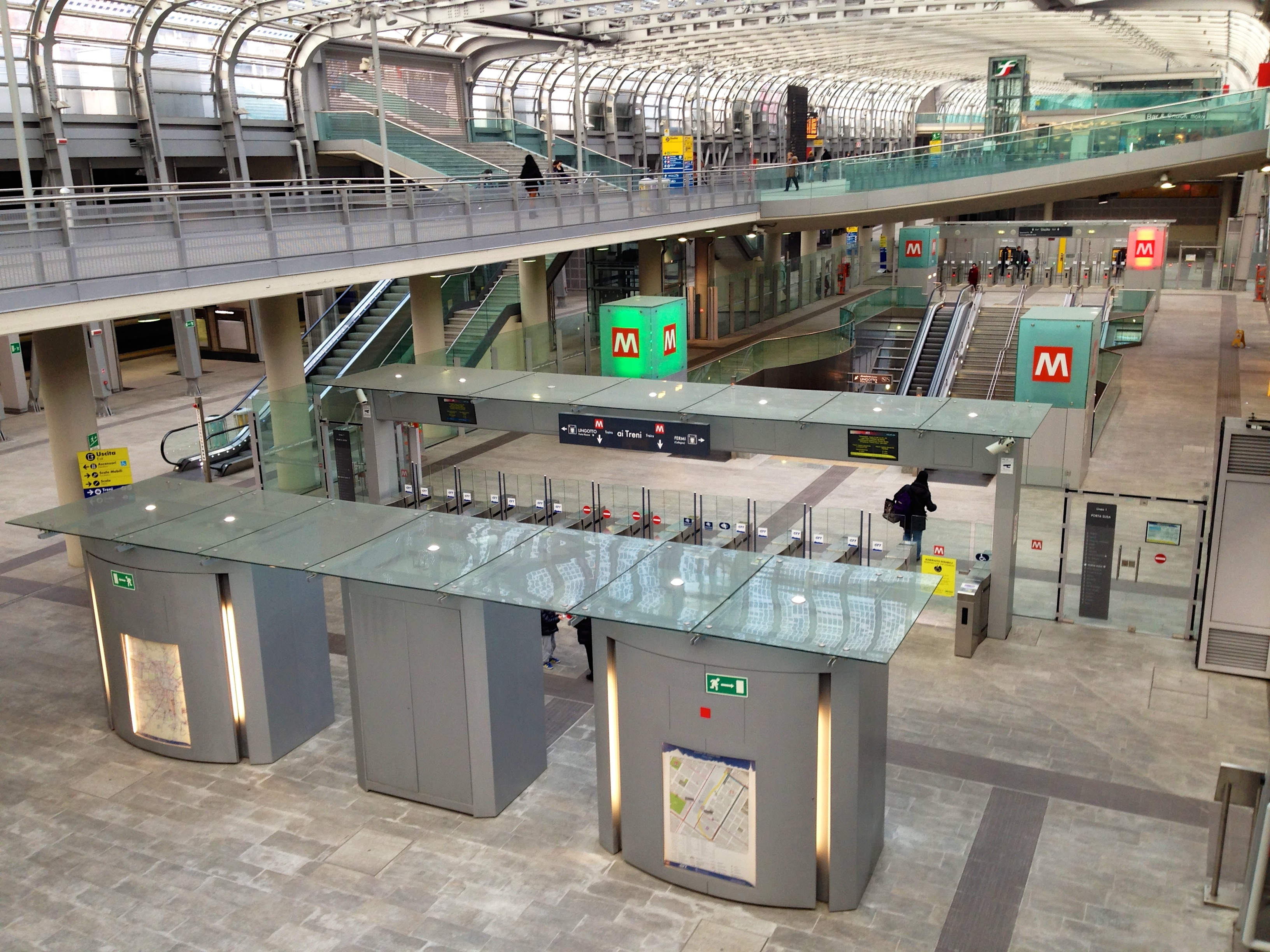
Station métro Porta Susa
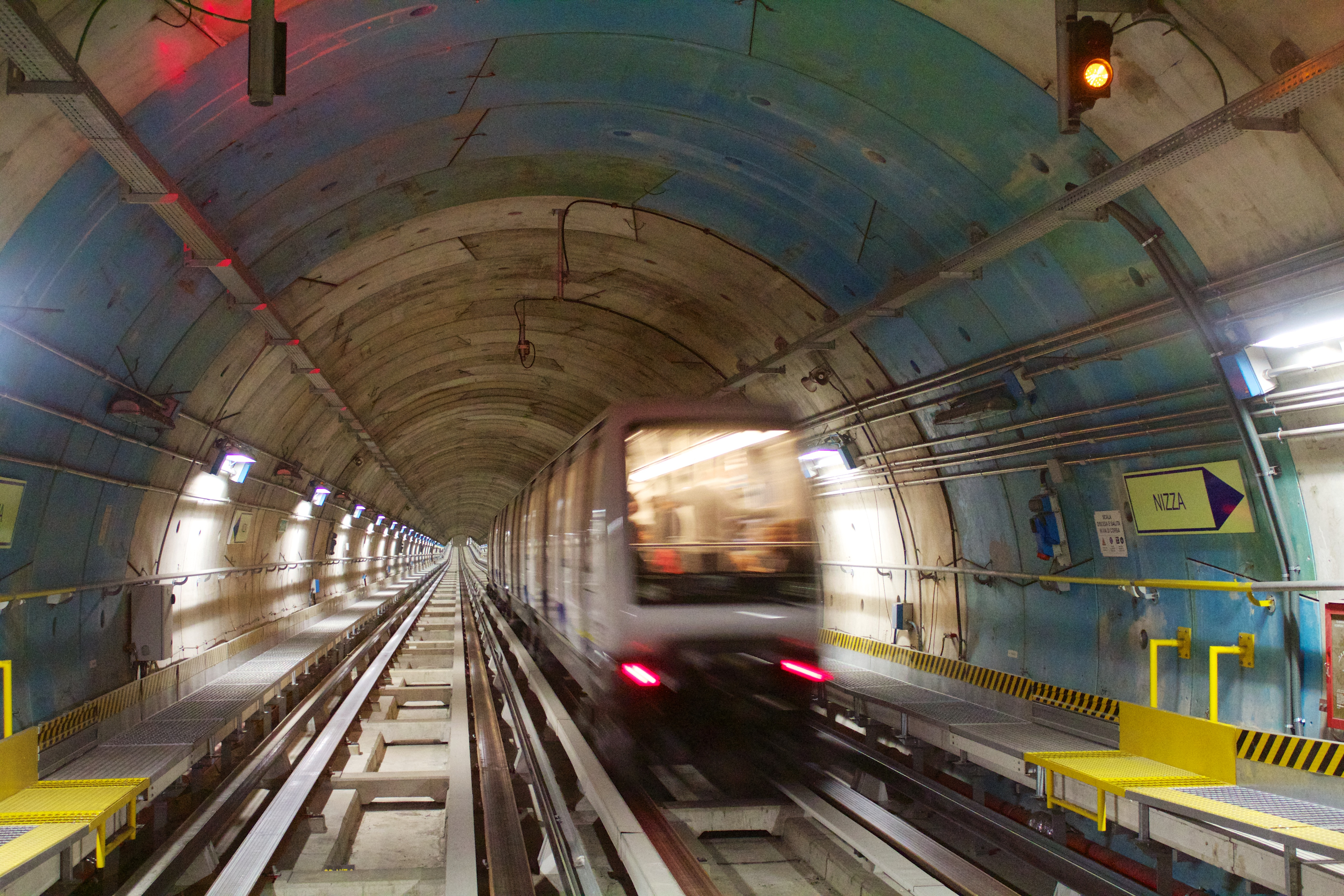
Croisement entre deux métros automatiques
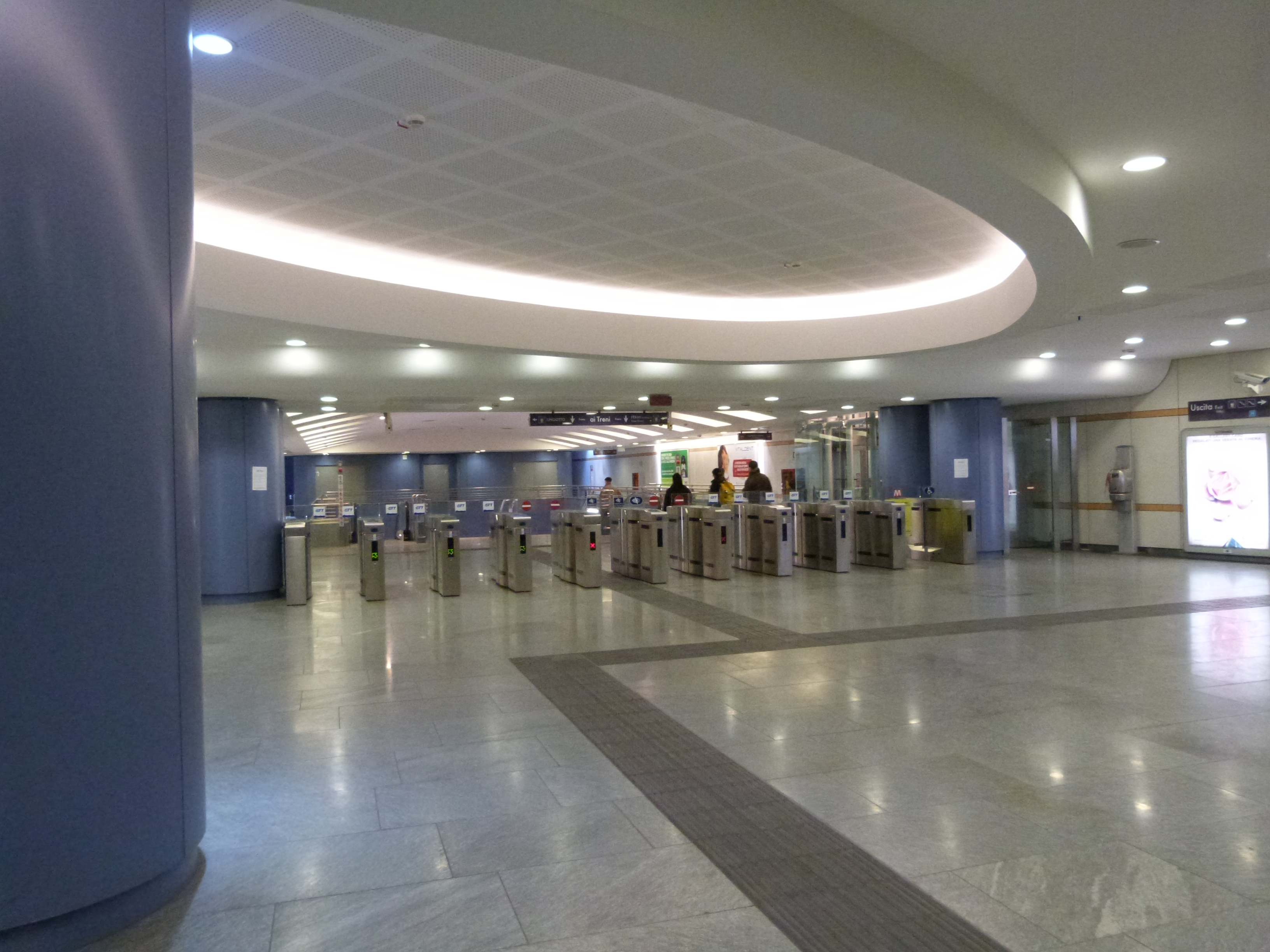
Accès aux quais station de métro La Spezia
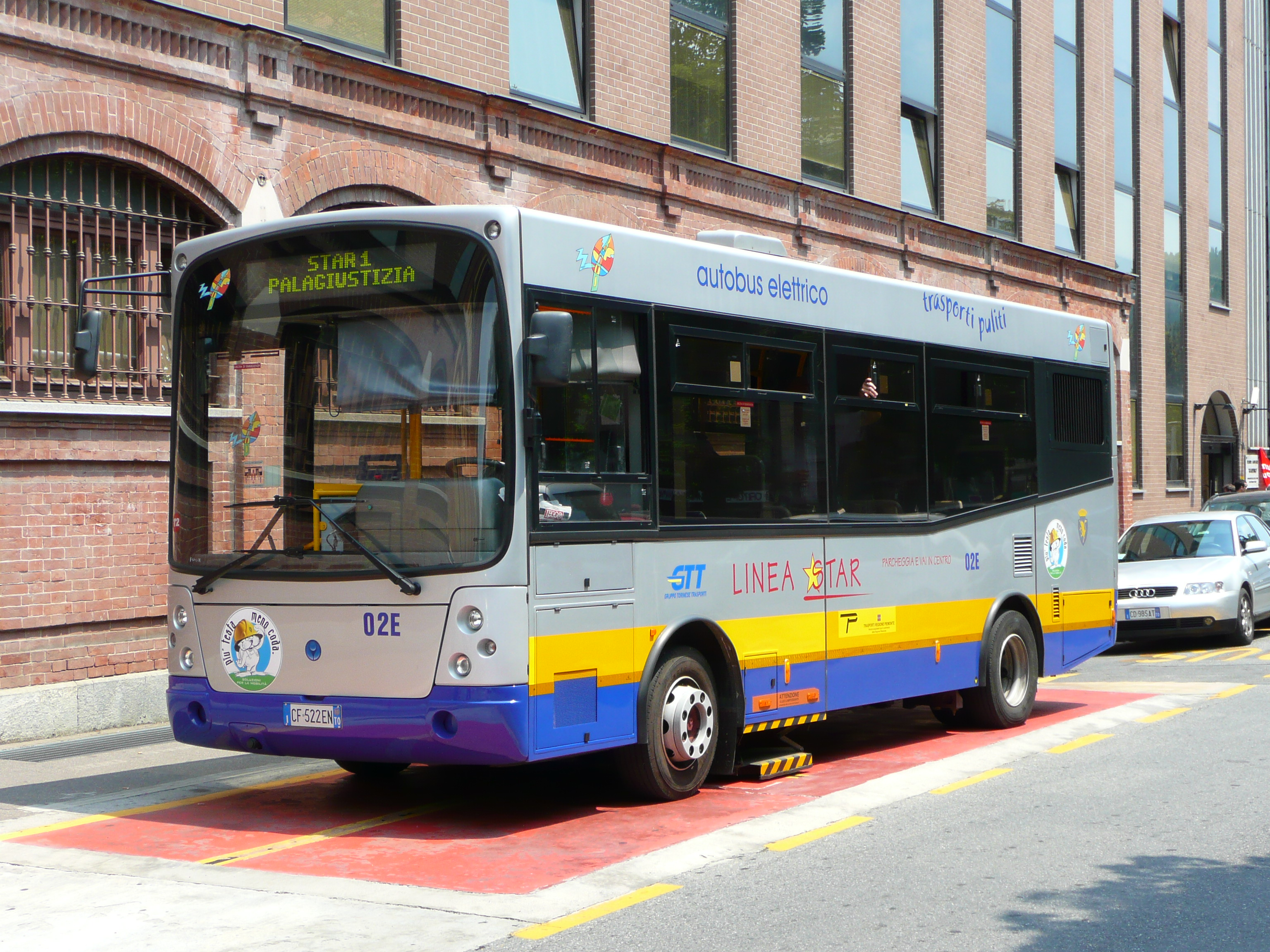
Midibus électrique en charge par induction
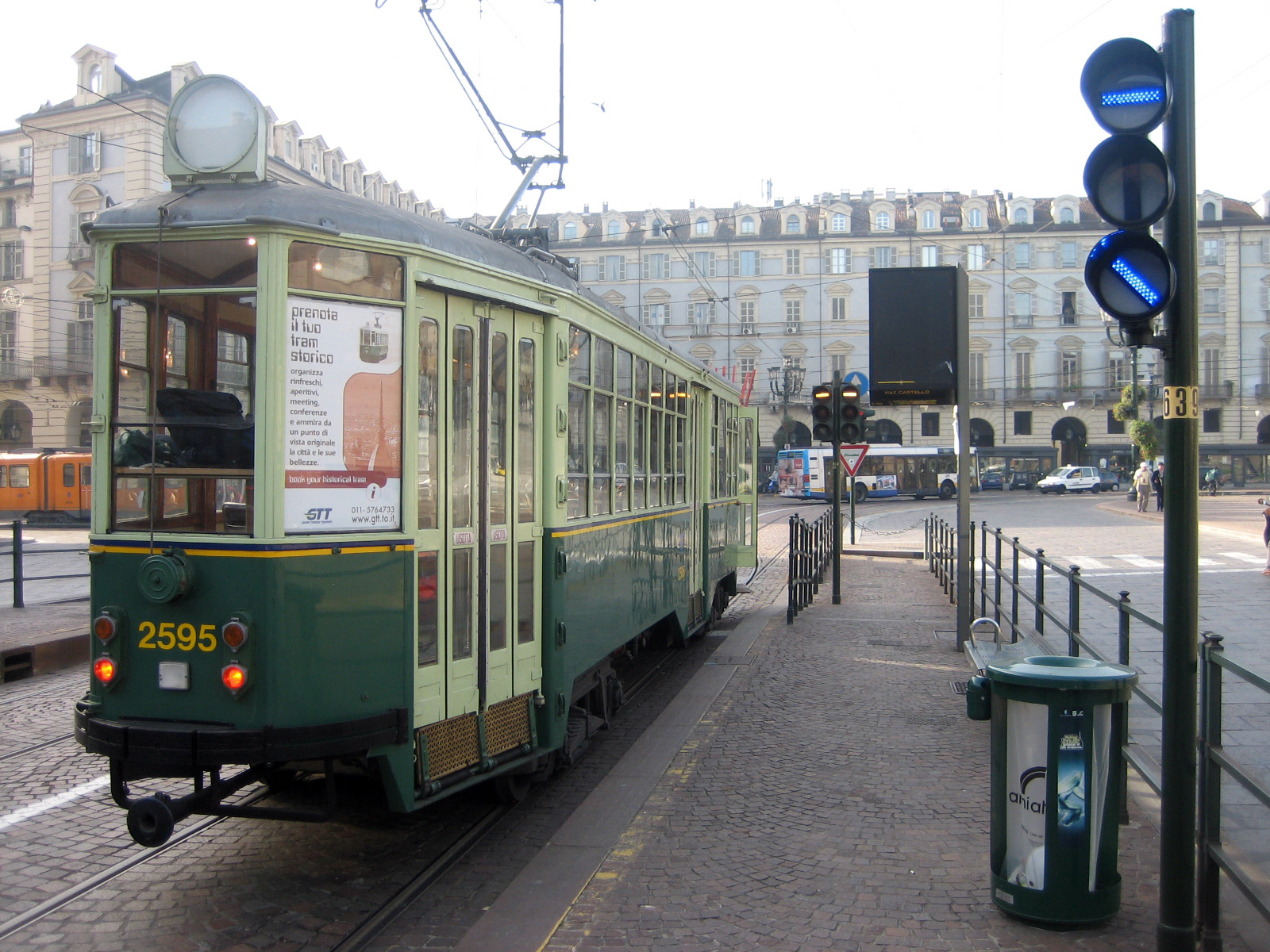
Tramway historique Stanga ATM série 2500 dans sa livrée d'origine (1932)
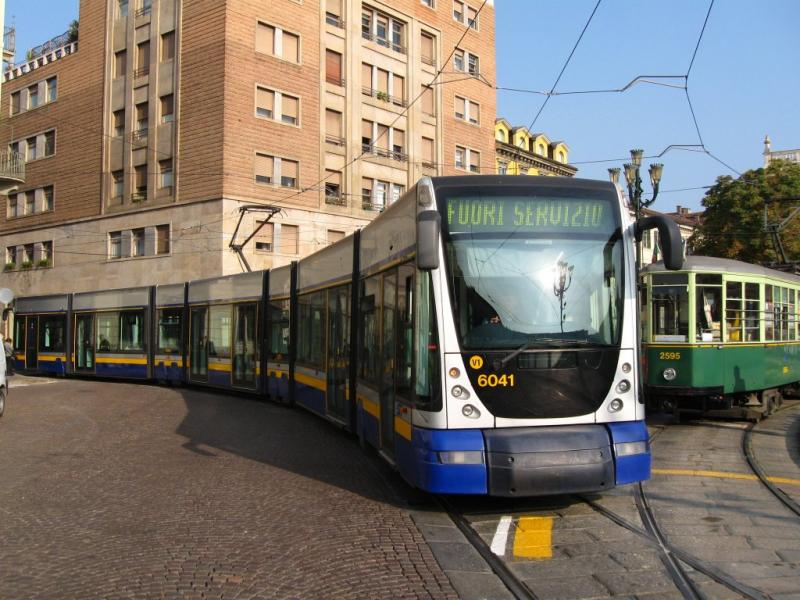
Tramway série 7000
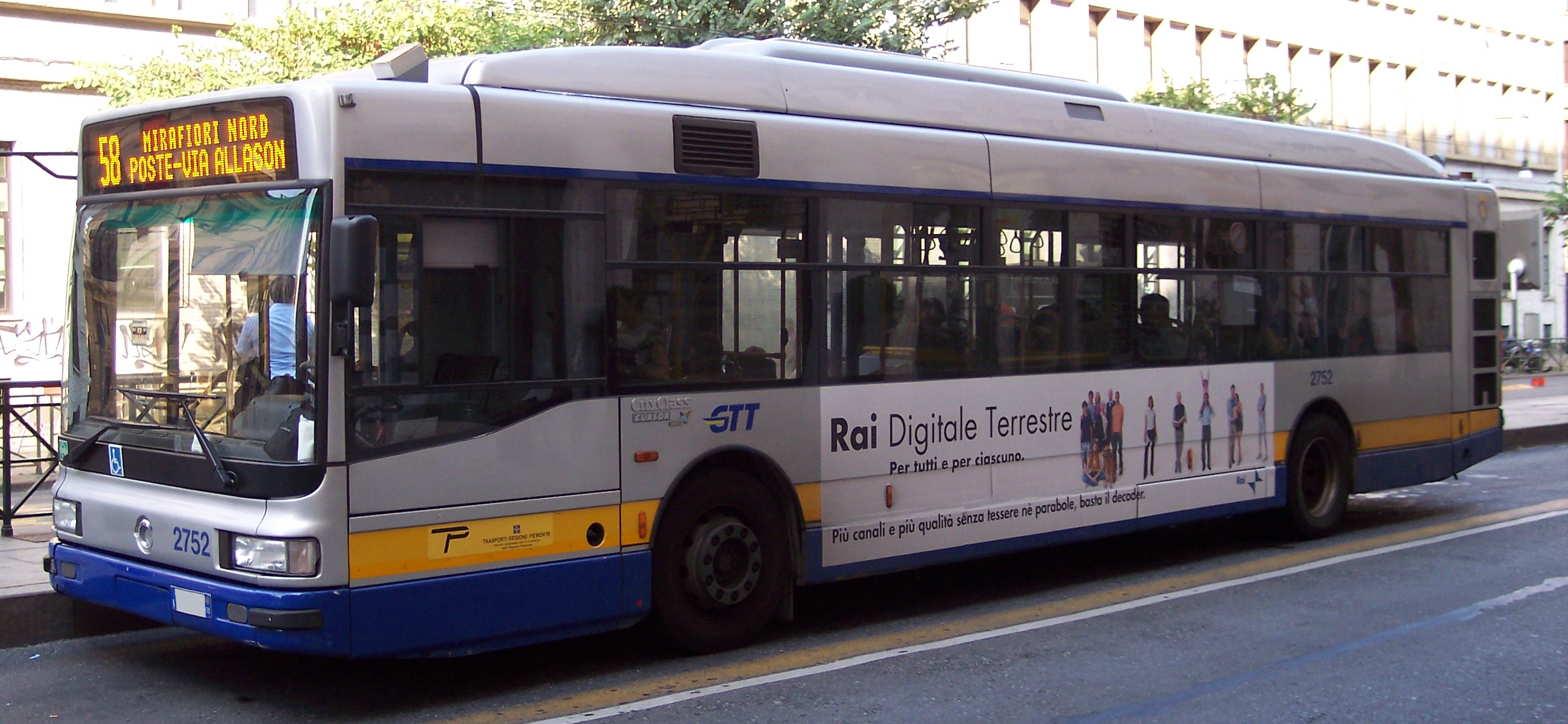
Autobus Irisbus CityClass ligne 58
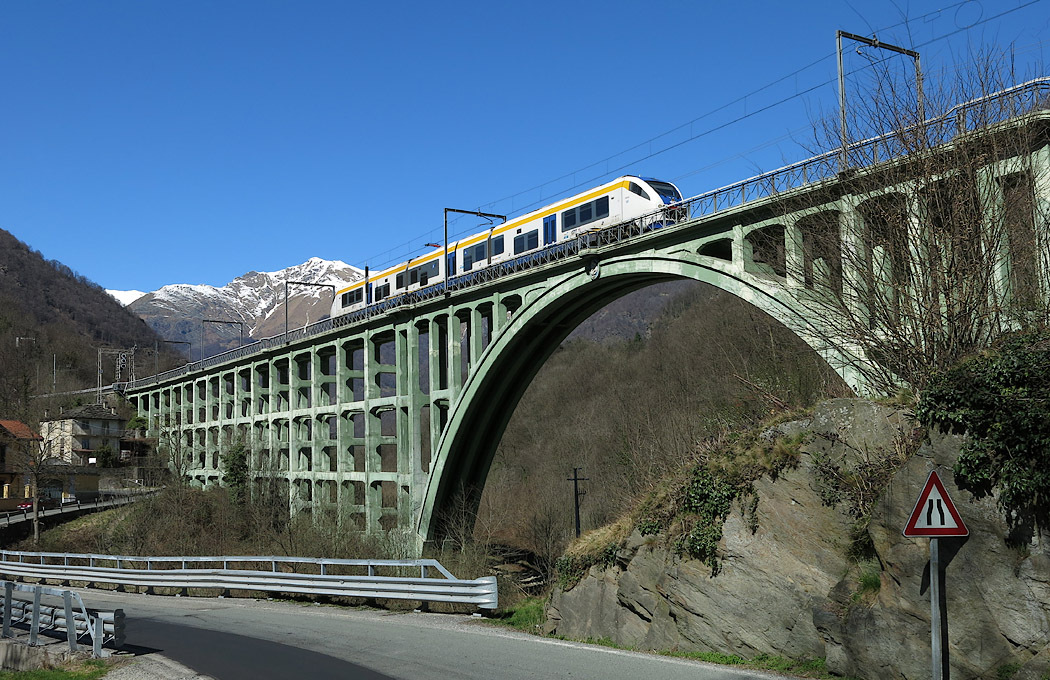
Train sur la ligne Turin - Ceres